# Puzzle (album 2sty’ego)
Puzzle – pierwszy album studyjny polskiego rapera i producenta muzycznego 2sty’ego. Wydawnictwo ukazało się 26 lipca 2013 roku nakładem wytwórni muzycznej Urban Rec. Produkcji nagrań podjęli się sam 2sty, a także Natz, Zerojeden, Marsan, Ka-Meal, Trepson, Sherlock, Expe, Eigus, Morte, O.S.T.R., KPSN oraz Bejotka. Z kolei wśród gości na płycie znaleźli się: Kot Kuler, HuczuHucz, Iza Sokołowska, Gedz, Beeres,Karwan, Bonson oraz  W.E.N.A.
Nagrania dotarły do 23. miejsca zestawienia OLiS.

## Lista utworów
Opracowano na podstawie materiału źródłowego.
1. „To tylko tłusty” (produkcja: 2sty, scratche: DJ URB)
2. „Wspominki” (produkcja: 2sty)
3. „Była ze mną” (produkcja: Natz, gościnnie: Kot Kuler)
4. „Prawo wyboru” (produkcja: Natz, scratche: DJ Klasyk)
5. „Nie umiem być inny” (produkcja: Zerojeden, scratche: DJ Who?list)
6. „Żegnaj” (produkcja: Natz)
7. „Życie to dziwka” (produkcja: Natz, scratche: DJ Klasyk)
8. „Boję się” (produkcja: Marsan, gościnnie: HuczuHucz, scratche: DJ Ace)
9. „Stej Flaj” (produkcja: Ka-Meal, Trepson)
10. „Sny” (produkcja: Sherlock, gościnnie: Iza Sokołowska, Gedz, Beeres)
11. „Kontroluję prędkość” (produkcja: Expe, gościnnie: Karwan, Bonson, scratche: DJ Who?list)[A]
12. „Napierdalam jak chcę” (produkcja: Eigus, scratche: DJ Klasyk)
13. „Więcej” (produkcja: Morte, scratche: DJ Klasyk)
14. „Wzloty i upadki” (produkcja: O.S.T.R., gościnnie: W.E.N.A., scratche: DJ Ace)
15. „Pod prąd” (produkcja: O.S.T.R.)[B]
16. „Po drodze” (produkcja: Eigus)
17. „Dziwne miejsca” (produkcja: KPSN)
18. „Puzzle” (produkcja: Bejotka)
19. „Nie umiem być inny” (remiks: Ka-Meal, scratche: DJ Who?list) (utwór ukryty)

Notatki
- A^ W utworze wykorzystano sample z piosenki „Our Theme – Part I” w wykonaniu Barry’ego White’a i Glodean White’a[5].
- B^ W utworze wykorzystano sample z piosenki „I Wish It Would Rain” w wykonaniu The Temptations[5].